# Zöldtarkójú tangara
A zöldtarkójú tangara (Tangara fucosa)  a madarak osztályának verébalakúak (Passeriformes) rendjébe és a tangarafélék (Thraupidae) családjába tartozó  faj.

## Rendszerezése
A fajt Edward William Nelson amerikai természettudós írta le 1912-ben, Tangara fucosus néven.

## Előfordulása
Panama déli és Kolumbia északi részén honos. Természetes élőhelyei a szubtrópusi és trópusi hegyi esőerdők. Állandó, nem vonuló faj.

## Megjelenése
Testhossza 12 centiméter, testtömege 18-23 gramm.

## Életmódja
Bogyókkal és gyümölcsökkel táplálkozik.

## Természetvédelmi helyzete
Az elterjedési területe kicsi, egyedszáma pedig csökken. A Természetvédelmi Világszövetség Vörös listáján mérsékelten fenyegetett fajként szerepel.